# Microcyclops sumatranus
Microcyclops sumatranus – gatunek widłonoga z rodziny Cyclopidae. Nazwa naukowa tego gatunku skorupiaków została opublikowana w 1933 roku na podstawie prac naukowych niemieckiego zoologa Friedricha Kiefera.